# Interim (film)
Pour plus de détails, voir Fiche technique et Distribution.
Interim est un film américain réalisé par Stan Brakhage, sorti en 1952.
Ce court métrage est le premier film expérimental du réalisateur.